# Calesia roseiventris
Calesia roseiventris är en fjärilsart som beskrevs av Gerstaecker 1873. Calesia roseiventris ingår i släktet Calesia och familjen nattflyn. Inga underarter finns listade i Catalogue of Life.